# 宮城県黒川高等学校大郷校
宮城県黒川高等学校大郷校（みやぎけんくろかわこうとうがっこうおおさとこう）とは、宮城県黒川郡大郷町にあった宮城県黒川高等学校の分校である。

## 概要
- 設置学科　全日制課程　普通科
- 所在地　
  - 宮城県宮城県黒川郡大郷町中村東浦18

## 沿革
- 1948年（昭和23年）7月 宮城県黒川高等学校大谷分校・大松沢分校として開校
- 1956年（昭和31年）4月 大谷分校・大松沢分校を統合して大郷分校となる
- 1995年（平成7年）宮城県黒川高校大郷校に名称変更
- 2007年（平成19年）生徒募集を停止
- 2009年（平成21年）閉校

## 校訓
- 公正・友愛・開拓